# Spanyolország hadereje

## Spanyolországhaderejének néhány összefoglaló adata
- Katonai költségvetés: 19,5 milliárd amerikai dollár, a GDP 1,4%-a 2003-ban.
- Teljes személyi állomány: 120 350 fő (2006-ban)
- Tartalék: 295 000 fő (2000-ben)
- Mozgósítható lakosság: 10 569 785 fő 2000-ben, melyből 8 481 690 fő alkalmas katonai szolgálatra.

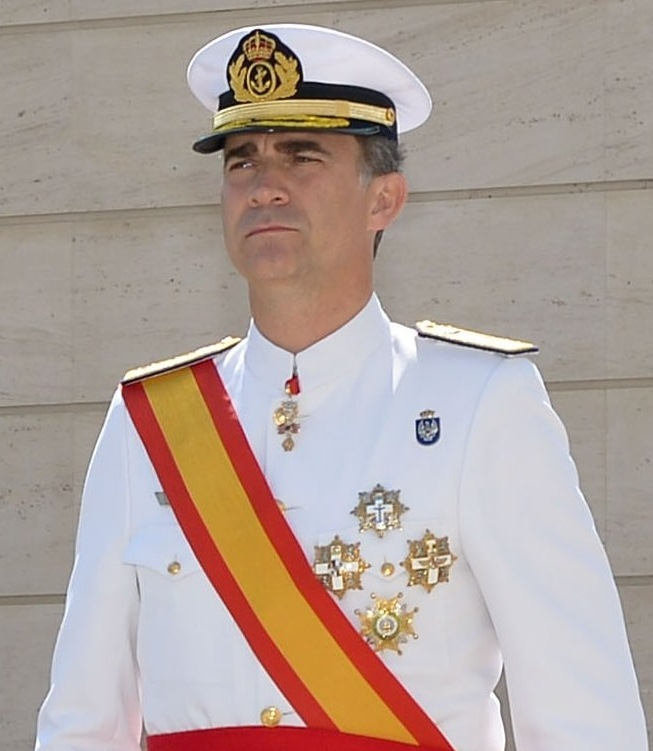
A spanyol fegyveres erők főparancsnoka VI. Fülöp spanyol király.

## Szárazföldi erő

### Fegyverzet
- 90 db AMX–30E harckocsi
- 244 db M60 A3TTS harckocsi
- 108 Leopard 2A4 harckocsi
- 219 Leopard 2E harckocsi

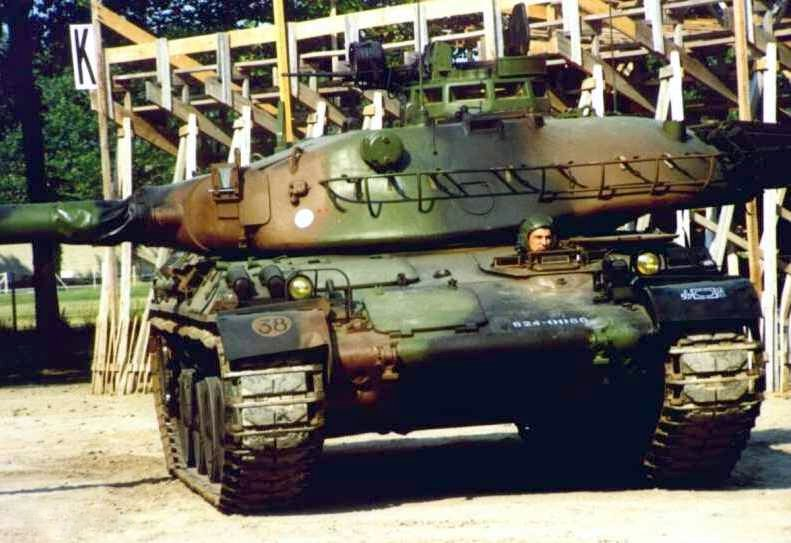
AMX 30E harckocsi

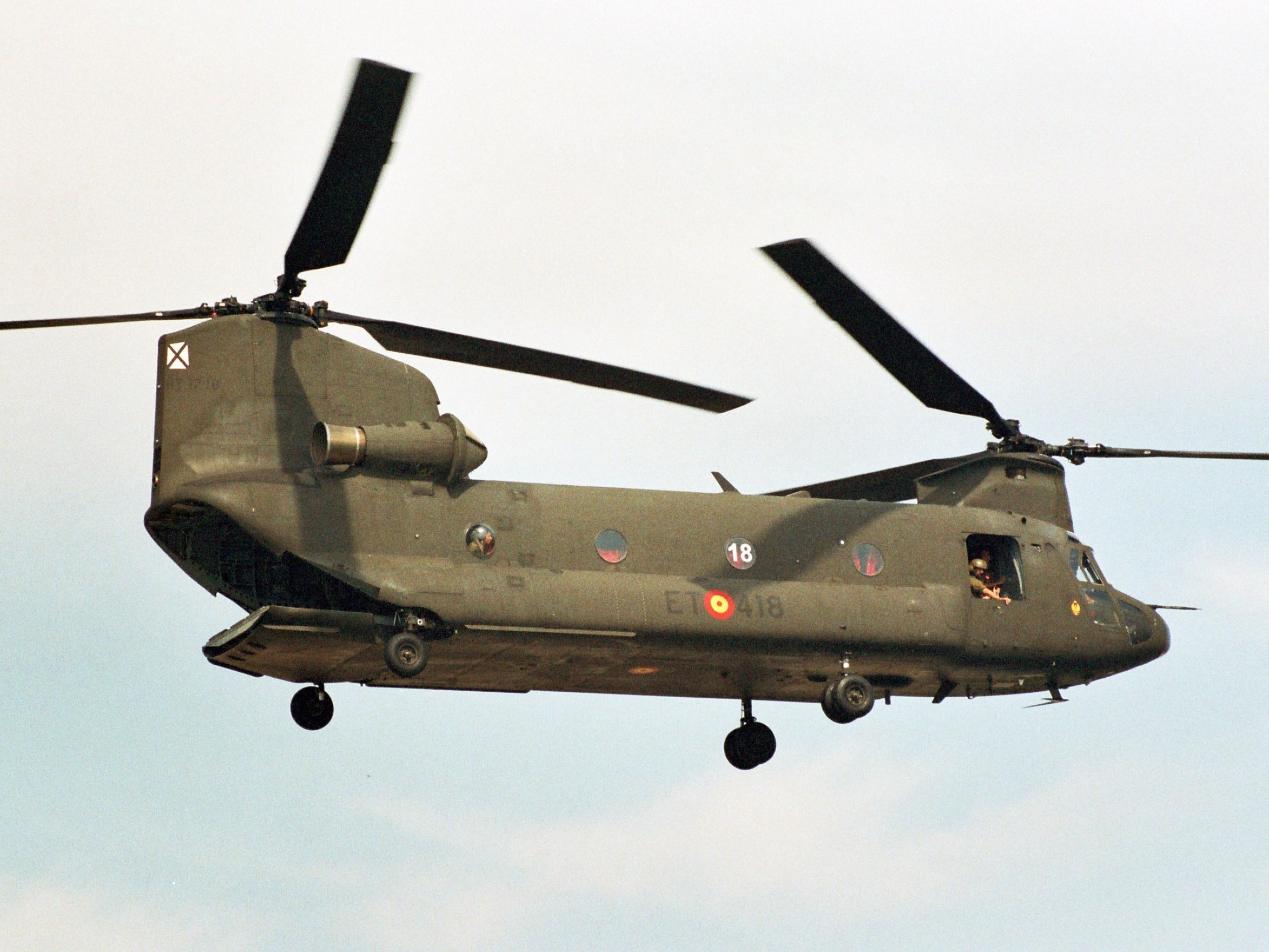
A spanyol haderő ETO418 lajstromú CH–47D Chinook helikoptere

- 84 db VRC-105B1 Centauro könnyű páncélozott kerekes harcjármű
- 476 db Pizarro páncélozott harcjármű (az osztrákok Ulan néven használják)
- 686 db BMR-M1
- 1213 db M113A2
- 340 db VEC-M1
- Alacran CZ25/10
- M60A1
- TOM Bv206S
- URO VAMTAC Rebeco

Helikopterek:
- 18 db CH–47 Chinook szállító helikopter (HT-17)
- 29 Eurocopter Super Puma AS 332 szállító helikopter (HT-21 UC)
- 20 db Eurocopter Cougar AS 532 szállító helikopter (COUGAR HT-21 UC)
- 40 db Bo 105 harci helikopter
- 50 db Bell UH–1Hkönnyű szállító helikopter
- 24 db Eurocopter Tiger harci helikopter
- 45 db NH90 közepes szállító helikopter

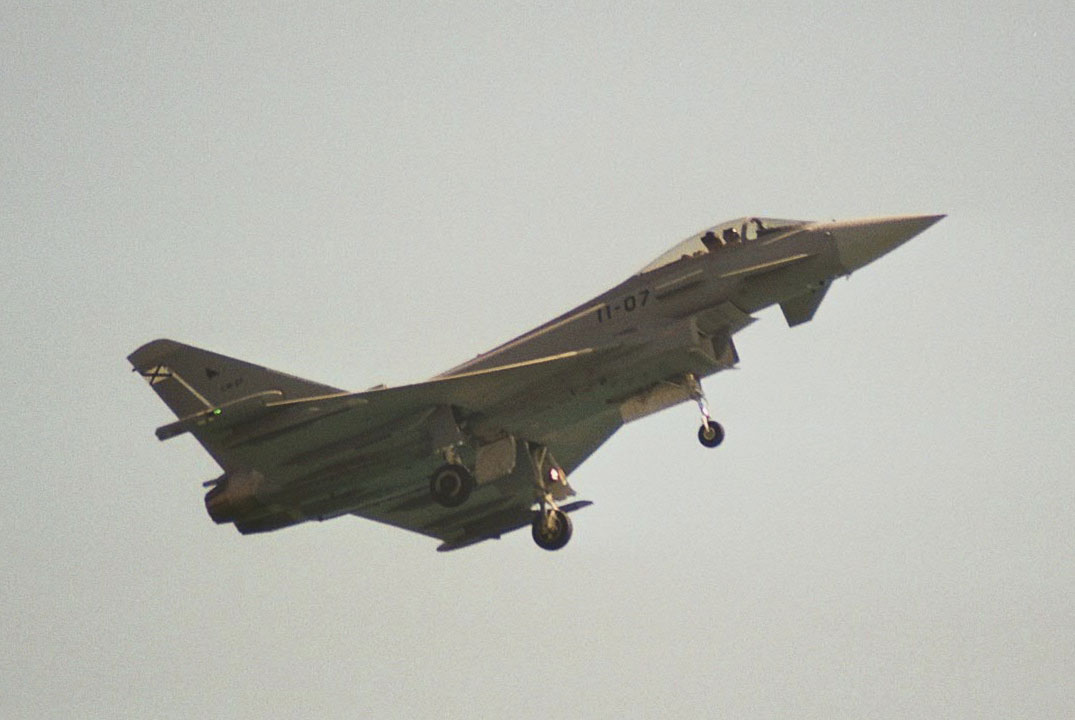
A Spanyol légierő 11-07-es Eurofighter Typhoon-ja

Ágyúk:
- M109
- M110
- L-118A1
- Oto Melara M56
- Vickers H 1912
- Vickers 1923
- Vickers 1926

Légvédelmi rakéták:
- Raytheon MIM–23 Hawk
- Raytheon MIM–104 Patriot
- Roland
- Skyguard-Aspide
- MBDA SATCP Mistral

## Légierő, légvédelem
Spanyolul: Ejército del Aire

## Haditengerészet

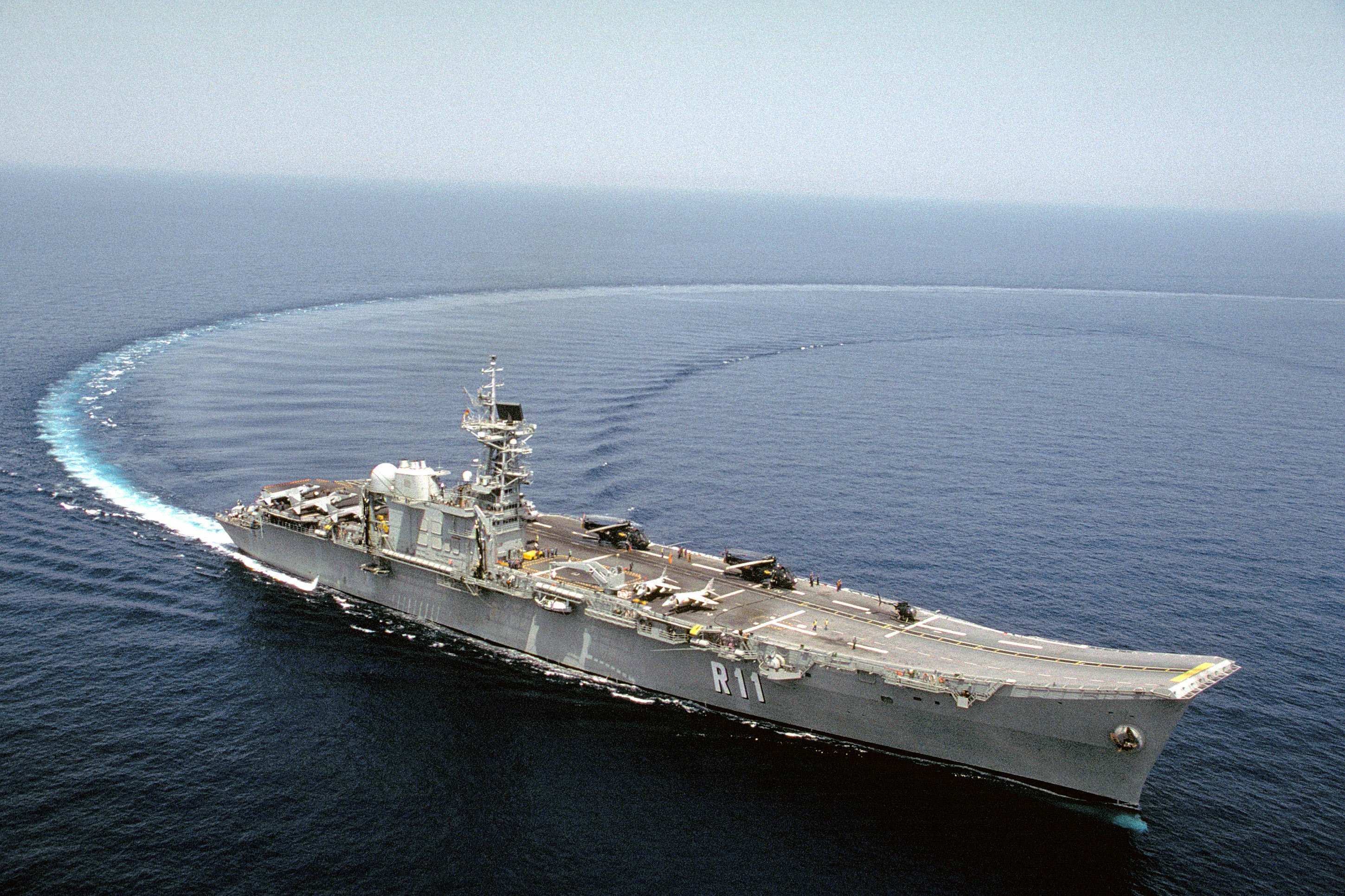
A 2013-ban leselejtezett Príncipe de Asturias repülőgép-hordozó

### Hadihajók
- 8 db tengeralattjáró (hagyományos meghajtás).
- 1 db repülőgéphordozó-anyahajó (Juan Carlos I): 30-31 db repülőgép és helikopter.

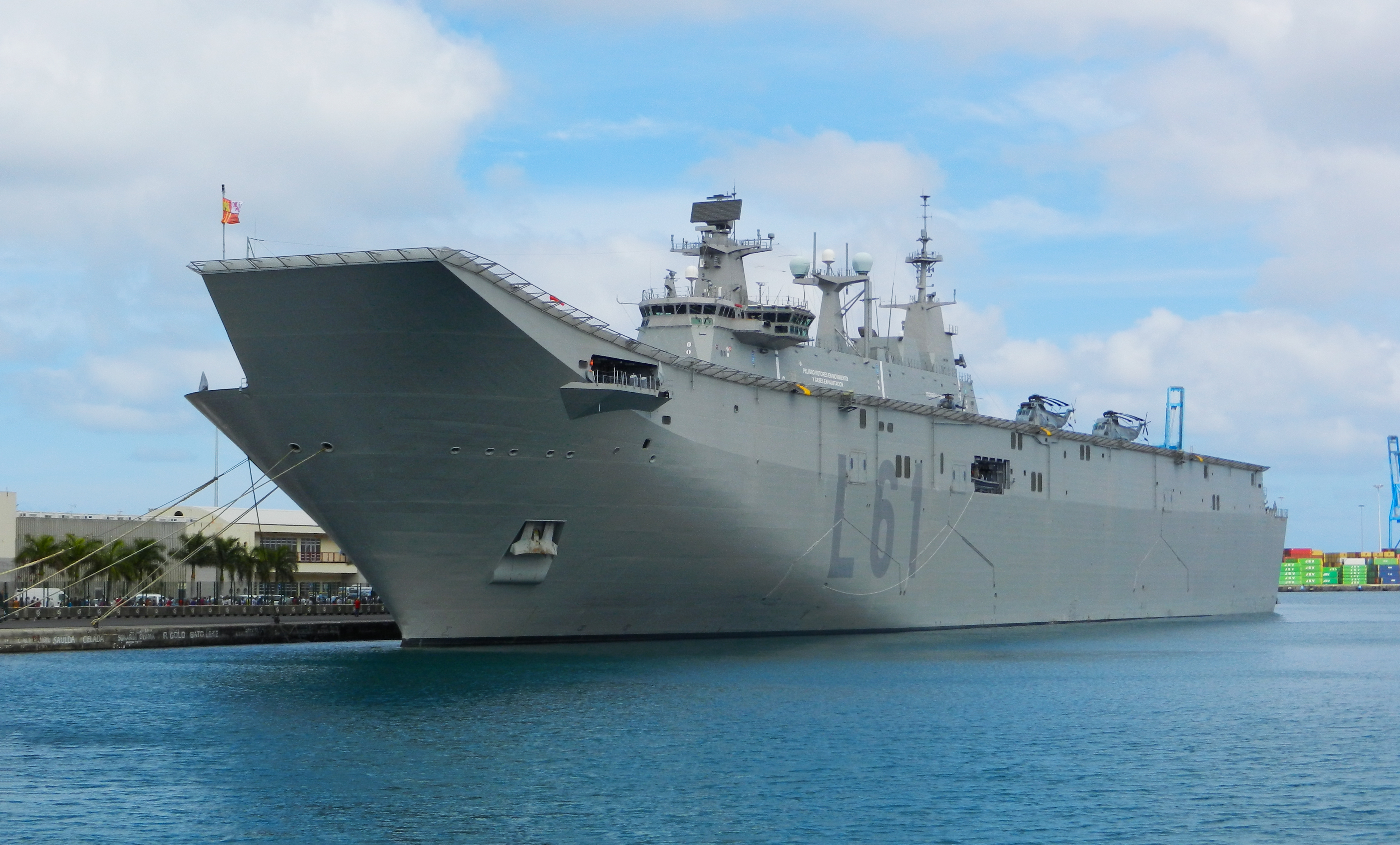
Az I. János Károly tiszteletére elnevezett Juan Carlos I spanyol repülőgép-hordozó, a flotta zászlóshajója.

- 15 db fregatt.
- 37 db járőrhajó.
- 11 db aknarakó/szedő hajó.
- 31 db egyéb feladatú hajó.

### Haditengerészeti légierő
- 2 század (17 db repülőgép és 37 db helikopter).

### Tengerészgyalogság
- 1 tengerészgyalogos dandár.